# Bulles An Oriant
Bulles An Oriant est un festival de la bande dessinée se déroulant à Lorient entre 2002 et 2007.

## Histoire
Le festival, crée en 2002, est organisé par Les Lutins Bleus et se déroule début octobre. L'édition 2006 réunit une trentaine d'auteurs dont Jacques Ferrandez, Michel Plessix, Jean-Luc Masbou et Guillaume Sorel.
Le palais des Congrès de Lorient étant en travaux en 2008, il n'y a pas de festival cette année-là, tout comme l'année qui suit. A ce jour, la sixième et dernière édition a donc eu lieu en 2007.